# Família Apião
Apião (em grego: Ἀπίων; pl. Ἀπίωνες, Apiones) foi um rico clã de latifundiários no Egito bizantino, especialmente nos nomos egípcios médios de Oxirrinco, Arsinoé e Heracleópolis Magna. Começando como membros da aristocracia local no século V, os Apiões ascenderam à proeminência nos séculos V, VI e começo do VII, quando vários chefes sucessivos da família ocuparam altos ofícios imperiais, incluindo o consulado. A família desaparece após a conquista sassânida do Egito.

## História

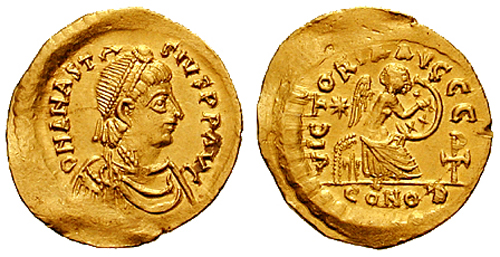
Semisse de r.

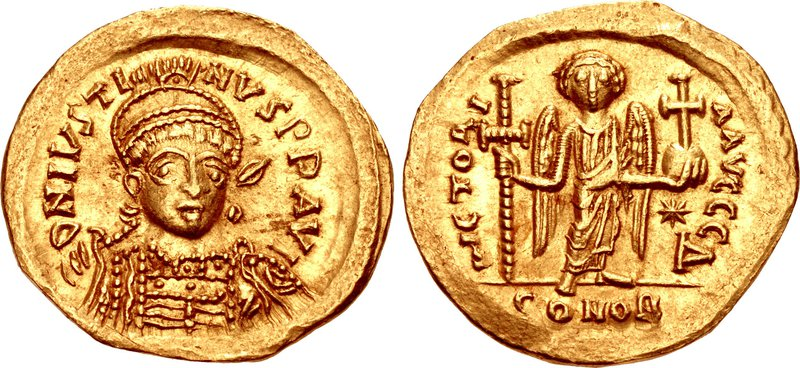
Soldo de r.

A origem da família é incerta. Certo Aurélio Apião, que foi prefeito augustano do Egito em algum momento antes de 328, bem como um ligeiramente posterior Flávio Estratégio, conde e presidente (praeses) da Tebaida, não podem ser vistos como tendo pertencido à família. O mais antigo membro da família, Estratégio I, é atestado numa série de papiros de Oxirrinco. Serviu como administrador nas propriedades imperiais (a casa divina) nos anos 430, posteriormente ascendendo como administrador chefe da casa divina do nomo oxirrinquita inteiro. Mais adiante progrediu ao posto de conde do consistório sagrado e a posição de homem espectável (vir spectabilis), até sua morte em algum momento antes de dezembro de 469. Sabe-se que Estratégio teve uma filha, Ísis, que pode ter se casado com o homem que inicialmente pensou-se ser o primeiro membro da família, Apião I.
Como descobertas mais recentes de papiros demonstraram, Apião I descendia de outra linhagem proeminente da aristocracia local, os Sétimos Flavianos do nomo heracleopolita vizinho. Seu pai, Flaviano, serviu como conde das sagradas liberalidades em Constantinopla. De uma posição local em Oxirrinco em 492, Apião I ascendeu até tornar-se cônsul honorário (apo hypaton) por 497 e então patrício por 503. Foi responsável por provisionar as forças bizantinos na Guerra Anastácia contra o Império Sassânida, mas caiu do favor do imperador Anastácio I (r. 491–518) e foi exilado e forçadamente ordenado sacerdote em 510, sendo reconvocado apenas por Justino I (r. 518–527) em 518 e feito prefeito pretoriano do Oriente. Em algum momento entre 525 e 532, foi convertido com sua família à ortodoxia calcedoniana, abjurando o monofisismo.
Apião I teve dois filhos, Heráclides e Estratégio II. Heráclides é uma figura relativamente obscura: embora possivelmente o mais velho dos dois, é conhecido apenas como tendo servido ancião da cidade (principal) de Heracleópolis, e como tendo sido ordenado diácono pelo tempo da desgraça de seu pai em 510. Estratégio II é atestado como curial em 489, conde dos domésticos em 497 e cônsul e mestre dos soldados honorário em 518. Serviu como prefeito augustal em algum momento antes de 523. Sob Justiniano (r. 527–565), tornou-se patrício, foi enviado numa embaixada aos sassânidas durante a Guerra Ibérica e serviu como conde das sagradas liberalidades em 535–538. Entre seus deveres no último posto estavam a supervisão da reconstrução de Santa Sofia, após sua destruição na Revolta de Nica. Ele morreu antes de 542.

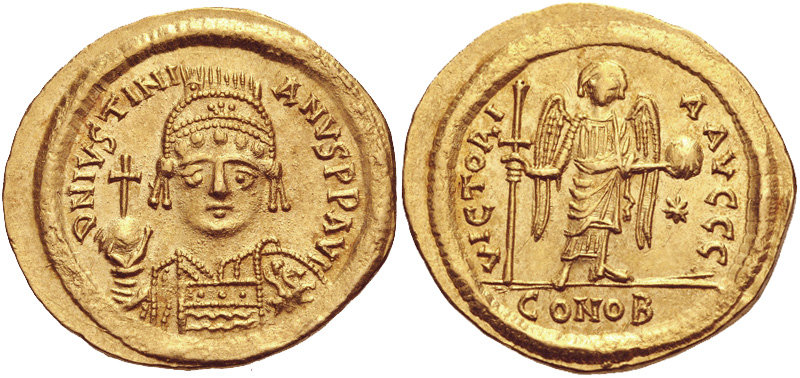
Soldo de Justiniano r.

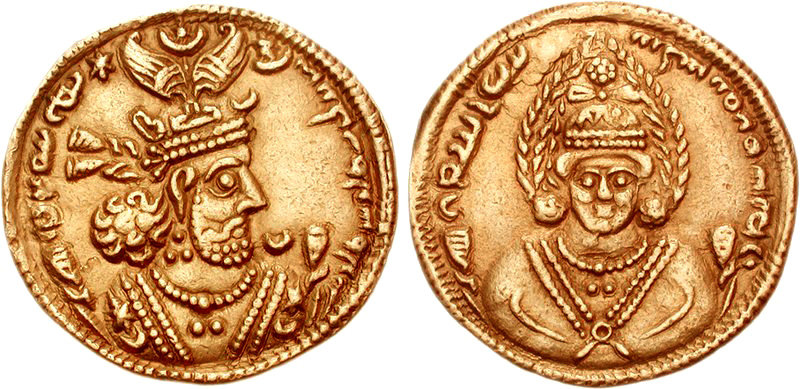
Dinar de ouro com efígie de Cosroes II r.

Estratégio foi casado com certa Leôncia. O filho deles, Apião II, recebeu o consulado ordinário pelo ano 539, logo depois de tornar-se adulto, marcando o apogeu político da família. Nesse tempo, como seu pai, também manteve o título de conde dos domésticos. Posteriormente, tornou-se patrício e protopatrício, que colocou-o entre os membros mais seniores do senado bizantino. Trabalhos mais antigos consideraram-o como tendo sido — possivelmente por procuração, com Apião permanecendo em Constantino — um governador provincial no Egito (duque da Tebaida ca. 548–550 e pagarco no nomo arsinita ca. 556), mas segundo pesquisa mais recentes, estes postos foram provavelmente mantidos por outros Apiões.
Apião II morreu em 578/579, e sua herança foi controlada coletivamente por um número indeterminado de herdeiros em sua maioria não nomeados por oito anos, depois do que três principais herdeiros emergiram pelo nome: a hipatissa Flávia Prejecta, filha ou cunhada de Apião II (parece ter sido casada com um Estratégio), e os dois filhos dela, Jorge e Apião III. Jorge é atestado pela última vez em 590 e Prejecta em 591, depois do que Apião III permaneceu como herdeiro único das propriedades de Oxirrinco. Apião III casou-se com Eusébia, uma descendente da família senatorial romana dos Anícios, e teve ao menos um filho, Estratégio IV. Através das cartas do papa Gregório Magno, sabe-se que a família viveu em Constantinopla. Como cônsul honorário e patrício por 604/605, Apião III morreu no final de 619 ou começo de janeiro de 620, um fato possivelmente conectado com a conquista sassânida do Egito sob Cosroes II (r. 590–628) pela mesma época. A família Apião continuou a ser evidenciada sob ocupação persa, ao menos até agosto de 626, mas não é mais mencionada depois disso.
Outro importante membro da família, dum ramo cadete da família residente nos nomos heracleopolita e arsinita, foi outro Estratégio (conhecido como "pseudo-Estratégio III" em algumas fontes). Ele é atestado pela primeira vez em 591, e como seu contemporâneo Apião III, foi um cônsul honorário e patrício, bem como pagarco nos nomos heracleopolita e arsinita. Esteve envolvido na reconciliação das Igrejas Monofisistas siríaca e egípcia em 616, mas ele e sua família desapareceram após a conquista persa.

## Posição social no Egito

Diocese do Egito ca. 400

A família originalmente pertenceu à aristocracia municipal local (curial), e ascendeu ao poder e influência através do serviço imperial. Nesse sentido, os Apiões tipificam o fenômeno, atestado através do mundo romano tardio, da famílias aristocráticas locais utilizando as oportunidades abertas pela expansão da burocracia estatal no século IV para assegurar posições com o serviço civil imperial. Essa nova "aristocracia de serviço" derivou desta associação de privilégio e riqueza, que permitiu-a concorrer com rivais locais e estabelecer uma proeminência política e econômica em suas localidades domésticas. Isso foi principalmente expressado em sua aquisição de grandes propriedades, nos quais foram auxiliados pela monetização da economia e a introdução do soldo de ouro como moeda padrão, ao qual eles, como oficiais assalariados, tinham melhor acesso que seus rivais.
Os Apiões em particular vieram a ostentar muitas propriedades extensivas em vários nomos egípcios médios, como atestado por centenas de papiros relacionados à administração deles. Apenas no nomo oxirrinquita, os Apiões controlavam aproximados 75 000 acre, ou aproximadamente 1⁄25 da terra arável disponível. A falta de dados para as propriedades nos nomos vizinhos, bem como para o fato de suas propriedades não serem contíguas, não permite uma estimativa similar, mas sua propriedade pode ter sido similarmente extensa. Como outros grandes latifundiários do período, as propriedades dos Apiões foram divididas em duas categorias: as terras diretamente exploradas pela família (auturgia) e loteamentos (ctemas) arrendadas a fazendeiros de vilas (córios, epíquias, comas) pertencentes aos estado.
Estudos mais antigos, baseados no As Grandes Propriedades do Egito Bizantino (1931) de E.R. Hardy, acreditaram que após meados do século VI, os Apiões retornaram de Constantinopla para o Egito, abandonando suas afiliações imperiais em favor de ofícios locais, e mesmo reconverteram-se ao monofisitismo. Essa visão foi rejeitada por J. Gascou em 1985, e não é mais sustentada. Em vez disso, os Apiões, ou ao menos os chefes da família, são mostrados como tendo sido principalmente latifundiários ausentes, permanecendo em Constantinopla em proximidade com a corte imperial, em vez de no Egito. Portanto, as dispersas propriedades dos Apiões foram governadas por uma extensa "burocracia privada" que incluía mesmo seu próprio serviço postal, modelado segundo o curso público imperial, que servia como serviço de correio "expresso" e um posto mais lento, tanto por terra e pelo rio.
Os papiros também deixam claro que os Apiões exerceram extensiva autoridade localmente, possuindo uma cadeia e força policial privadas (bucelários), frequentemente de origem gótica. Como J.K. Keenan escreve, estes fatos, junto com a existência de servos (colonos adscritícios) nas grandes propriedades, "são muito responsáveis pela impressão de que a família Apião, de que Oxirrinco com seus outros grandes latifundiários, de que o Egito antigo tardio como um todo foi 'feudal' no sentido medieval do termo, e que as grandes casas do Egito eram resistentes a e [estavam] em conflito com o governo imperial". Essa crença foi modificada nos últimos tempos em direção a uma imagem de tolerância e aprovação tácita pelo governo imperial do poder local das grandes casas, e cooperação entre os dois lados. Além disso, as grandes famílias latifundiárias assumiam a manutenção do aparato de irrigação, do qual dependia não só a economia provincial, mas também o suprimento de cereais de Constantinopla.